# وزير الدفاع

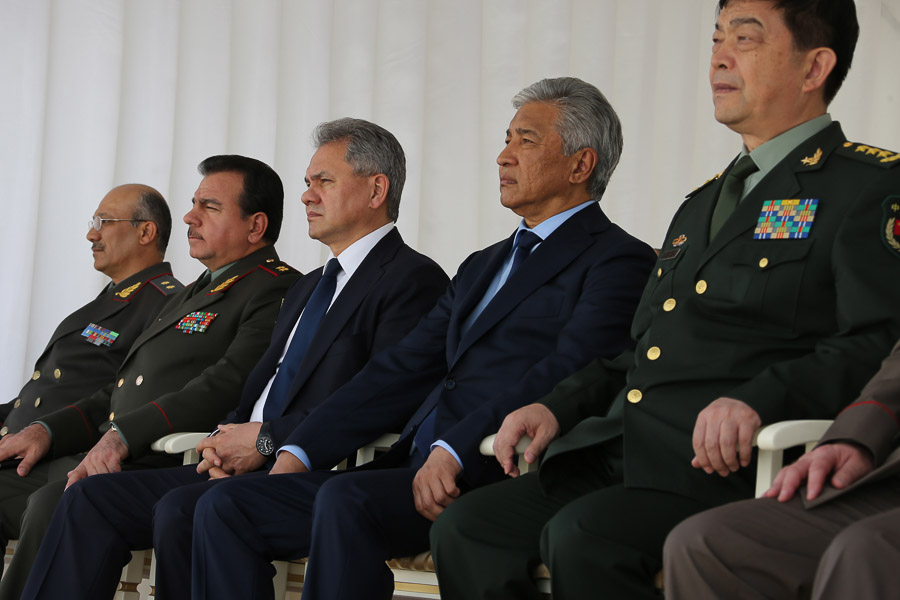

وزير الدفاع أحد أعضاء مجلس الوزراء وتسمى وزارته «وزارة الدفاع» وهي نظريا مسؤولة عن جميع مسائل الدفاع والجيش وفي كثير من الحكومات يتولى رئيس الوزراء هذا المنصب أيضاً بالإضافة إلى منصبه. بعض الدول تعتمد مصطلح (وزير الحربية) بديلاً عن (وزير الدفاع). وفي الوقت نفسه قد يتولى وزير الدفاع منصب القائد العام للقوات المسلحة مثل مصر وألمانيا. وفي بعض الدول يكون رئيس الوزراء هو وزير الدفاع مثل الأردن
وزير الدفاع يعدّ منصبا في الحكومة ووزارة الدفاع تعدّ وزارة سيادية بمعنى أنها تعدّ وزارة مهمة في جهاز الدولة وتعبر عن سيادة الدولة المستقلة والتي تتمتع بسيادة كاملة على أراضيها.